# The Ballad of High Noon
The Ballad of High Noon, nota semplicemente come High Noon e più diffusamente come Do Not Forsake Me, Oh My Darlin, dalla prima frase del testo, è una canzone country-western scritta da Ned Washington e composta da Dimitri Tiomkin per il film Mezzogiorno di fuoco (High Noon nell'originale) del 1952.
Cantata da Tex Ritter durante i titoli di testa, ha ricevuto nel marzo del 1953 l'Oscar per la miglior canzone, uno dei quattro premi ottenuti dalla pellicola di Fred Zinnemann quell'anno.
L'American Film Institute l'ha inclusa al 25º posto tra le migliori 100 canzoni da film di tutti i tempi nella sua classifica AFI's 100 Years... 100 Songs del 2004. La Western Writers of America, associazione che promuove la letteratura e la cultura western, l'ha collocata al 6º posto tra le 100 migliori canzoni western di tutti i tempi.
Nella versione del film, Tex Ritter era accompagnato da soli tre strumenti, una chitarra acustica, una fisarmonica e lo Hammond Novachord, considerato il primo sintetizzatore elettronico commerciale.
È stata interpretata da molti altri cantanti, tra cui Frankie Laine, Jimmie Rodgers, Roy Clark, Connie Francis, Faron Young, Walter Brennan e Nana Mouskouri.